# Friedrich von Scholtz
Boje Friedrich Wilhelm Nikolaus von Scholtz (Flensburg, 24. ožujka 1851. -  Ballenstedt, 30. travnja 1927.) je bio njemački general i vojni zapovjednik. Tijekom Prvog svjetskog rata zapovijedao je XX. korpusom i 8. armijom na Istočnom, te kasnije Grupom armija Scholtz na Solunskom bojištu.

## Vojna karijera
Friedrich von Scholtz je rođen 24. ožujka 1851. u Flensburgu. U prusku vojsku stupio je u ožujku 1870. služeći u 9. schleswig-holsteinskoj pukovniji poljskog topništva. Tijekom službe u pukovniji sudjeluje u Prusko-francuskom ratu u kojem je odlikovan Željeznim križom. Po završetku rata nastavlja služiti u navedenoj pukovniji i to sve do travnja 1886. godine. Tijekom službe od listopada 1873. pohađa Topničku i inženjerijsku školu u Berlinu, te od listopada 1879. Prusku vojnu akademiju. U ožujku 1881. promaknut je u čin poručnika, dok je u travnju 1886. raspoređen na službu u Glavni stožer. Na službi u Glavnom stožeru nalazi se do ožujka 1887. kada je premješten u stožer XI. korpusa sa sjedištem u Kasselu. Istodobno s tim imenovanjem promaknut je u čin satnika. Od studenog 1889. služi u stožeru 21. pješačke divizije sa sjedištem u Franfurtu na Majni i to do siječnja 1891. kada se vraća na službu u 9. schleswig-holsteinsku pukovniju poljskog topništva u kojoj je nekada služio u kojoj zapovijeda bitnicom. U svibnju 1892. unaprijeđen je u čin bojnika, nakon čega od ožujka 1893. služi u stožeru XIV. korpusa u Karlsruheu.
Od listopada 1896. nalazi se na službi u 16. pukovniji poljskoga topništva u Königsbergu, da bi potom, u prosincu 1898. bio promaknut u čin potpukovnika. U ožujku 1899. imenovan je načelnikom stožera XVIII. korpusa gdje se nalazi na službi do veljače 1903. kada postaje zapovjednikom 25. brigade poljskog topništva u Darmstadtu. U međuvremenu je, u travnju 1901., unaprijeđen u čin pukovnika, dok čin general bojnika dostiže u siječnju 1905. godine. Potom od veljače 1906. služi u Glavnom stožeru, da bi u siječnju 1908. ponovno bio promaknut, ovaj put u čin general poručnika. Te iste godine, u ožujku, postaje zapovjednikom 21. pješačke divizije smještene u Franfurtu na Majni. U rujnu 1912. unaprijeđen je u čin generala topništva, te imenovan prvim zapovjednikom XX. korpusa sa sjedištem stožera u Allensteinu na čijem je čelu dočekuje i početak Prvog svjetskog rata. U lipnju 1913. na 25-godišnjicu krunidbe cara Wilhelma II. dobiva plemićki naslov.

## Prvi svjetski rat
Na početku Prvog svjetskog rata Scholtzov XX. korpus je bio u sastavu njemačke 8. armije kojom je zapovijedao Maximilian von Prittwitz, a koja je na Istočnom bojištu trebala spriječiti upad ruske vojske u Istočnu Prusku. Zapovijedajući navedenim korpusom Scholtz sudjeluje u Bitci kod Gumbinnena, velikoj njemačkoj pobjedi u Bitci kod Tannenberga, kao i u Prvoj bitci na Mazurskim jezerima. Nakon toga XX. korpus ulazi u sastav novoformirane 9. armije, te sudjeluje u Bitci kod Lodza.
U svibnju 1915. Scholtz dobiva zapovjedništvo nad 8. armijom naslijedivši na tom mjestu Otta von Belowa. Istodobno je i dalje zadržao zapovjedništvo nad XX. korpusom. Zapovijedajući 8. armijom sudjeluje u Narevskoj ofenzivi, nakon čega je 3. rujna 1915. odlikovan ordenom Pour le Mérite. U listopadu 1915. imenovan je zapovjednikom Armijskog odjela D s kojim sudjeluje u Verdunskoj bitci. U siječnju 1917. postaje zapovjednikom ponovno formirane 8. armije zamijenivši ovaj puta Brunu von Mudru, da bi tri mjeseca poslije, u travnju 1917., postao zapovjednikom Grupe armije Scholtz kojom je zapovijedao sve do pred kraj rata.

Grupa armija Scholtz nalazila se na Solunskom bojištu, te sa sastojala od njemačke 11. armije, te bugarske 1. armije. Većinom su je sačinjavale bugarske jedinice budući su se njemačke snage nakon zauzimanja Srbije polako izvlačile s Balkana i prebacivale na druga bojišta. Iako su i većina stožernih časnika bili Bugari, Scholtz je uspio zadobiti njihovo povjerenje, te je među njima imao veliki ugled. U rujnu 1918. započela je saveznička Vardarska ofenziva, te je Scholtz na ugroženi dio bojišta uputio sve pričuve snage, ali usprkos toga nije uspio spriječiti proboj bojišta. Napredovanje Antantinih snaga dolinom Vardara uzrokovalo je potpisivanje primirja s Bugarskom 29. rujna 1918. i rasformiranje Grupe armija Scholtz. Scholtz je nakon toga poslan u Rumunjsku kako bi tamo organizirao obranu.

## Poslije rata
Scholtz je nakon završetka rata u siječnju 1919. napustio vojnu službu. Preminuo je 30. travnja 1927. u Ballenstedtu u 76. godini života.

## Vanjske poveznice
(engl.) Friedrich von Scholtz na stranici Prussianmachine.com

(rus.) Friedrich von Scholtz na stranici Hrono.ru

(njem.) Friedrich von Scholtz na stranici Deutschland14-18.de  Arhivirana inačica izvorne stranice od 18. veljače 2021. (Wayback Machine)
| Prethodnik:    | Zapovjednik 8. armije Friedrich von Scholtz | Nasljednik: |
| Otto von Below | Zapovjednik 8. armije Friedrich von Scholtz | nitko       |

| Prethodnik: | Zapovjednik Armijskog odjela D Friedrich von Scholtz | Nasljednik:      |
| nitko       | Zapovjednik Armijskog odjela D Friedrich von Scholtz | Oskar von Hutier |

| Prethodnik:     | Zapovjednik 8. armije Friedrich von Scholtz | Nasljednik:      |
| Bruno von Mudra | Zapovjednik 8. armije Friedrich von Scholtz | Oskar von Hutier |